# San Giorgio di Valpolicella

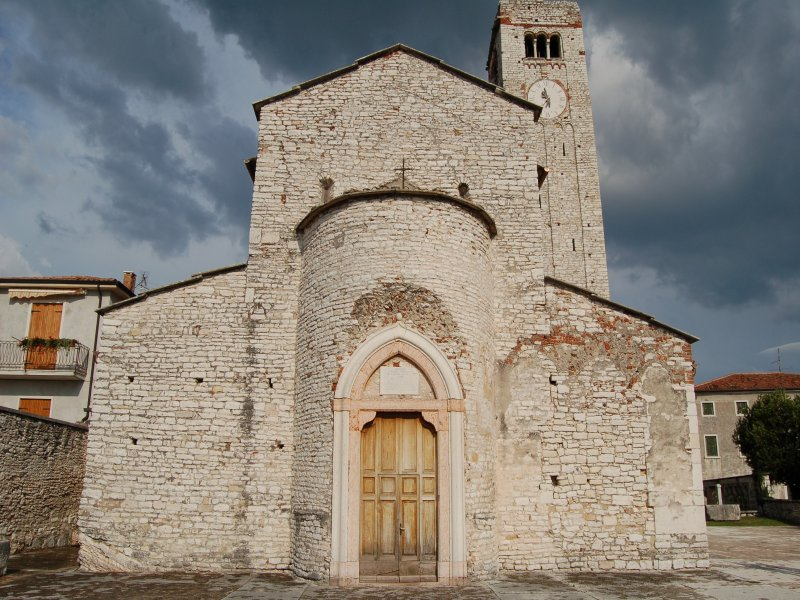
Pieve di San Giorgio

San Giorgio di Valpolicella è una frazione del comune di Sant'Ambrogio di Valpolicella, in provincia di Verona.
Il borgo sorge a pochi chilometri a nord-est del capoluogo comunale, a breve distanza dal lago di Garda, da Verona e dal resto delle altre località della Valpolicella.
Fa parte dell'associazione de I borghi più belli d'Italia.

## Monumenti e luoghi d'interesse
- Pieve di San Giorgio di Valpolicella